# Arteria meníngea posterior
La arteria meníngea posterior es una arteria que se origina de la arteria faríngea ascendente, rama colateral de la arteria Carótida externa. No presenta ramas.

## Distribución
Se distribuye hacia la duramadre de la fosa craneal posterior.
Ingresa a la fosa craneal posterior a través del foramen rasgado posterior o yugular.